# Terthreutis
Terthreutis là một chi bướm đêm thuộc phân họ Tortricinae của họ Tortricidae.

## Các loài
- Terthreutis argentea (Butler, 1886)
- Terthreutis bipunctata Bai, 1993
- Terthreutis bulligera Meyrick, 1928
- Terthreutis orbicularis Bai, 1993
- Terthreutis series Bai, 1993
- Terthreutis sphaerocosma Meyrick, 1918
- Terthreutis xanthocycla (Meyrick in Caradja & Meyrick, 1938)